# Tomasz Grem
Tomasz Grem, także Gremm, Grimm (ur. 21 grudnia 1746 w Dobrym Mieście, zm. 27 marca 1810 w Bartągu) – polski duchowny katolicki, wieloletni proboszcz w Bartągu, rzecznik szkolnictwa ludowego na Warmii.
Był synem dobromiejskiego majstra krawieckiego Walentego i Anny. Pierwsze nauki pobierał w szkółce parafialnej przy kolegiacie w Dobrym Mieście. Następnie przy poparciu kanoników kapituły kolegiackiej dalsze wykształcenie zdobywał w gimnazjum jezuickim w Reszlu (od 1760), skąd przeszedł do seminarium "Hosianum" w Braniewie. Do znajomości języka polskiego i niemieckiego dołączył łacinę. 10 września 1769 odebrał w kaplicy Szembeka we Fromborku niższe święcenia z rąk biskupa pomocniczego warmińskiego Karola de Zehmena, a niespełna dwa tygodnie później otrzymał prezentę na wikariusza katedralnego (instalowany został 6 października tegoż roku). W Wielką Sobotę 14 kwietnia 1770 w katedrze fromborskiej sakramentu kapłaństwa Tomaszowi Gremowi udzielił biskup Ignacy Krasicki. Młody ksiądz pierwszą mszę odprawił w kolegiacie w rodzinnym Dobrym Mieście.
Lata 1770-1776 spędził Grem we Fromborku jako wikariusz katedralny we Fromborku, gdzie był jednocześnie wicesekretarzem kapituły katedralnej. W październiku 1776 biskup Krasicki powierzył Gremowi parafię w Bartągu, w miejsce zmarłego Piotra Pawła Loberta. W parafii tej Tomasz Grem spędził resztę życia.
Jako proboszcz Grem za największą bolączkę uznał brak oświaty wśród dzieci i młodzieży, w czym upatrywał też przyczyn niskiego poziomu moralnego mieszkańców oraz ich przywiązania do zabobonów. Dostrzegał zarówno słabe zainteresowanie oświatą (w piśmie z listopada 1783 zauważył, że na terenie parafii do szkół uczęszcza zaledwie 20 dzieci, podczas gdy z jego wyliczeń wynikało, że powinno uczniów być 176), jak i wyjątkowo niski poziom nauki. Lekcji udzielały zazwyczaj przypadkowe osoby, np. rzemieślnicy, same o niskim poziomie wiedzy, i do tego w zupełnie nieprzygotowanych warunkach. Grem przeprowadził w parafii dokładne obserwacje, które opisał w kronice kościelnej w Bartągu. Podjął też aktywną akcję na rzecz poprawy sytuacji, wysyłając pisma do władz rządowych i kościelnych. W odpowiedzi na jedno z pism z rejencji w Kwidzynie przygotował w 1781 plan rozlokowania szkół na terenie parafii bartąskiej. Postulował utworzenie w Braniewie lub w Reszlu seminarium nauczycielskiego oraz oparcie zasad jednolitego kształcenia nauczycieli na pismach współczesnego mu Johanna Ignaza von Felbigera. W piśmie do Kwidzyna Grem poruszał ponadto problemy logistyczne szkół, a także zadeklarował się w miarę potrzeb do osobistego wizytowania szkół. W kolejnych memoriałach postulował przyznanie wiejskim nauczycielom stałej pensji, tak by odciążyć przynajmniej chwilowo dotychczasowych pedagogów, łączących swoją pracę oświatową z innymi obowiązkami, zazwyczaj rzemiosłem lub posadą organisty.
Wszelkie starania ks. Grema nie spotkały się z zainteresowaniem władz pruskich. Nie uzyskiwał konkretnych odpowiedzi ani z Kwidzyna, ani z Królewca, ani z Berlina, chociaż z jednym z późniejszych pism udało mu się dotrzeć do króla Fryderyka Wilhelma III. Dodatkowo napotykał na przeszkody ze strony potencjalnych beneficjentów jego starań – mieszkańców wsi warmińskich, których nie stać było na posyłanie dzieci do szkół. Zdając sobie sprawę z tego problemu, Grem uważał, że koniecznością jest zaprowadzenie obowiązku szkolnego. 
W 1788 sprawa szkół warmińskich nieznacznie posunęła się do przodu. Wprawdzie środków na planowane 48 szkół zabrakło, ale biskup Krasicki podjął decyzję o uruchomieniu ośmiu placówek w najbliższym ówczesnej stolicy diecezji dekanacie lidzbarskim. Grem udał się osobiście do biskupa i zdołał pozyskać środki na szkołę w Bartągu, ale i w kolejnych latach nie doczekał się uruchomienia nowoczesnej placówki, a to ze względu na opór miejscowej ludności, a to niski poziom podręczników (ofertę ks. Grema napisania nowego katechizmu władze pruskie zignorowały), wreszcie wydarzenia wojenne doby kampanii napoleońskich, które drastycznie zubożyły ludność Warmii. Do końca życia proboszcz Grem nie zaprzestał swoich starań, konsultując się m.in. w sprawie metod kształcenia pedagogów z dyrektorem seminarium nauczycielskiego we Wrocławiu Wawrzyńcem Wandtke.
Z innych działań Tomasza Grema warto wspomnieć starania o poprawę bytu najuboższych, dla których proboszcz ufundował przytułek połączony ze szpitalem. Jako duszpasterz Grem zwalczał zabobony i wiarę w magię ludową, a zarazem kultywował katolickie zwyczaje miejscowej ludności, ustanawiając duży odpust w Bartągu oraz popierając łosiery i kiermase. W 1781 założył pierwsze na Warmii bractwo Opatrzności Bożej, wzorując się na diecezji chełmińskiej.
20 marca 1797 mianowany został koadiutorem z prawem następstwa kanonika kapituły kolegiackiej w Dobrym Mieście, Stanisława Drożyłowskiego. Drożyłowski był proboszczem w Kiwitach i przyjaźnił się z biskupem Ignacym Krasickim, który dedykował mu swoje Bajki (zmarł 6 czerwca 1806).
W październiku 1779 Tomaszowi Gremowi jako proboszczowi bartąskiemu przypadł w udziale obowiązek ochrzczenia pięcioraczków, które przyszły na świat w rodzinie miejscowego organisty i nauczyciela Jana Jabłońskiego. Dzieci, o imionach Katarzyna, Antoni, Piotr, Barbara i Urszula, zmarły niebawem, niemniej jednak nietypowe wydarzenie dotarło nawet – za pośrednictwem Ignacego Krasickiego i Kajetana Ghigiottiego – do wiedzy króla Stanisława Augusta Poniatowskiego. 
Tomasz Grem zmarł 27 marca 1810 w Bartągu i pochowany został na cmentarzu przy miejscowym kościele. Już po jego śmierci na około pół wieku uruchomiono szkoły w Bartągu, Tomaszkowie i Dorotowie, gdzie uczono w języku polskim (potem i po polsku, i po niemiecku).